# Tethydidae
Famille
Les Tethydidae forment une famille de mollusques de l'ordre des nudibranches.

## Description et caractéristiques
Alors que la plupart des nudibranches sont de lents brouteurs carnivores d'animaux sessiles (hydrozoaires, bryozoaires, éponges, polypes...), les Tethydidae sont des prédateurs actifs d'animaux vagiles. Ils se nourrissent notamment de petits crustacés rapides, qu'ils attrapent au moyen de leur capuchon oral extensible comme avec une épuisette. 
La taille parfois imposante de certaines espèces, leur allure et leur comportement les fait parfois confondre avec des raies.

## Liste des genres
Selon World Register of Marine Species (16 février 2014), prenant pour base la taxinomie de Bouchet & Rocroi (2005), on compte deux genres :
- genre Melibe Rang, 1829 — 17 espèces
- genre Tethys Linnaeus, 1767 — 3 espèces

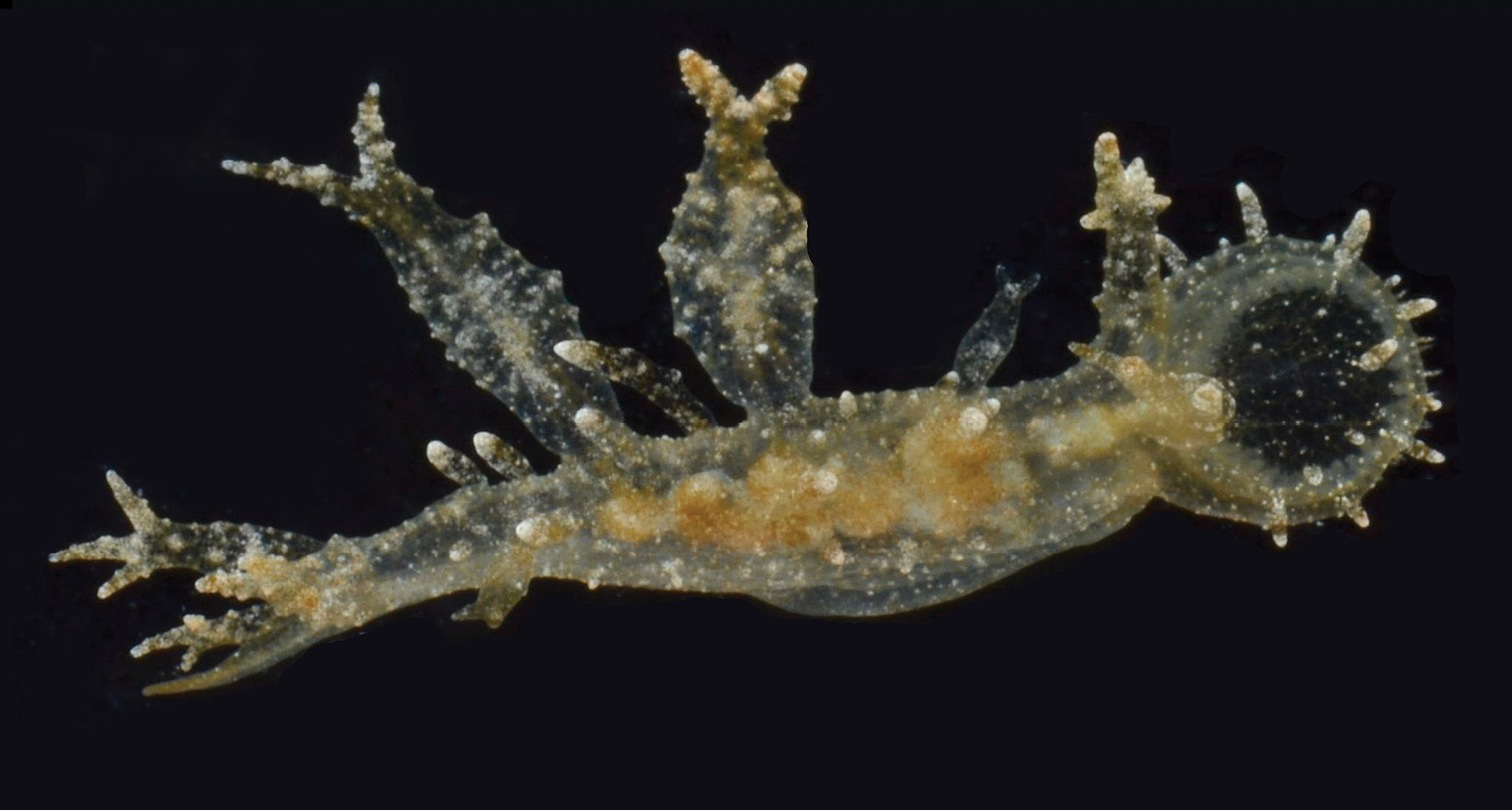
Melibe arianeae
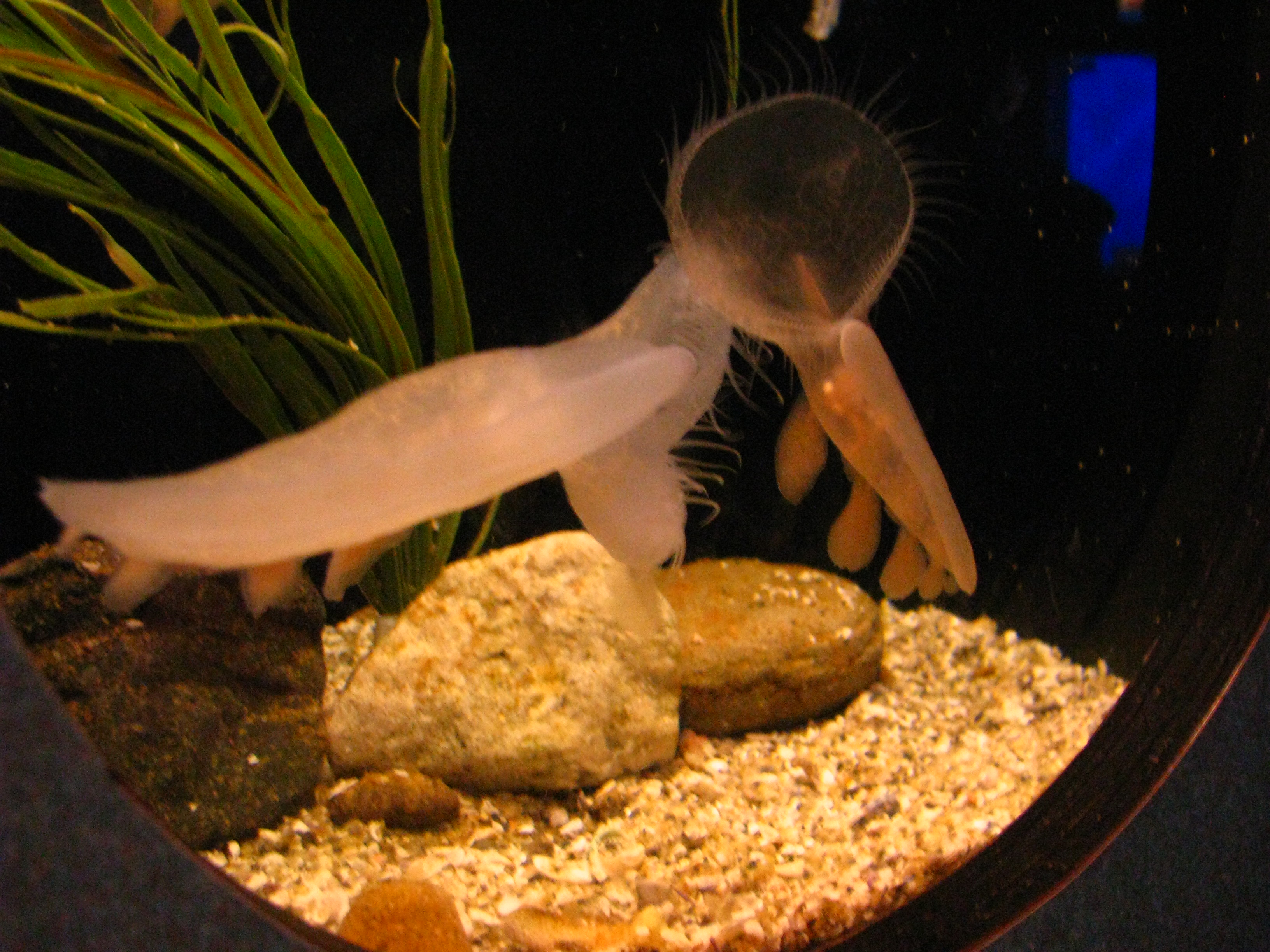
Melibe leonina
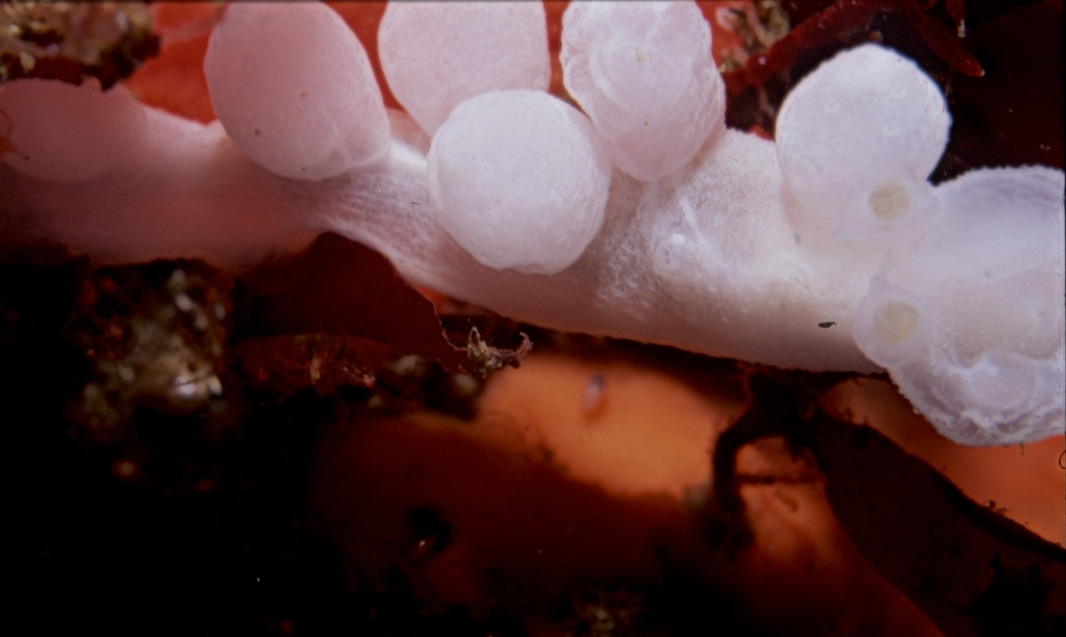
Melibe liltvedi
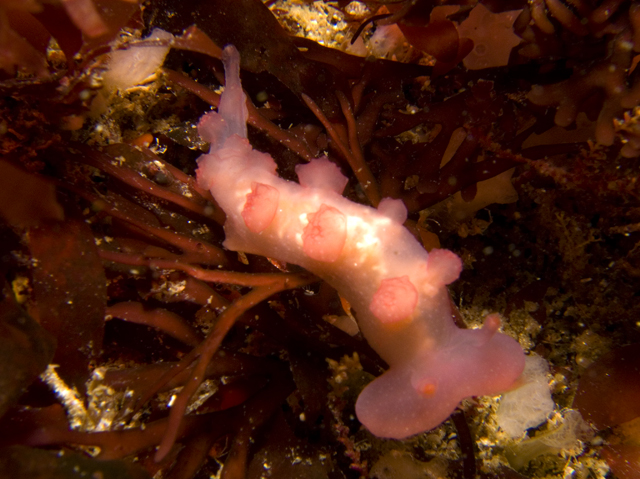
Melibe rosea
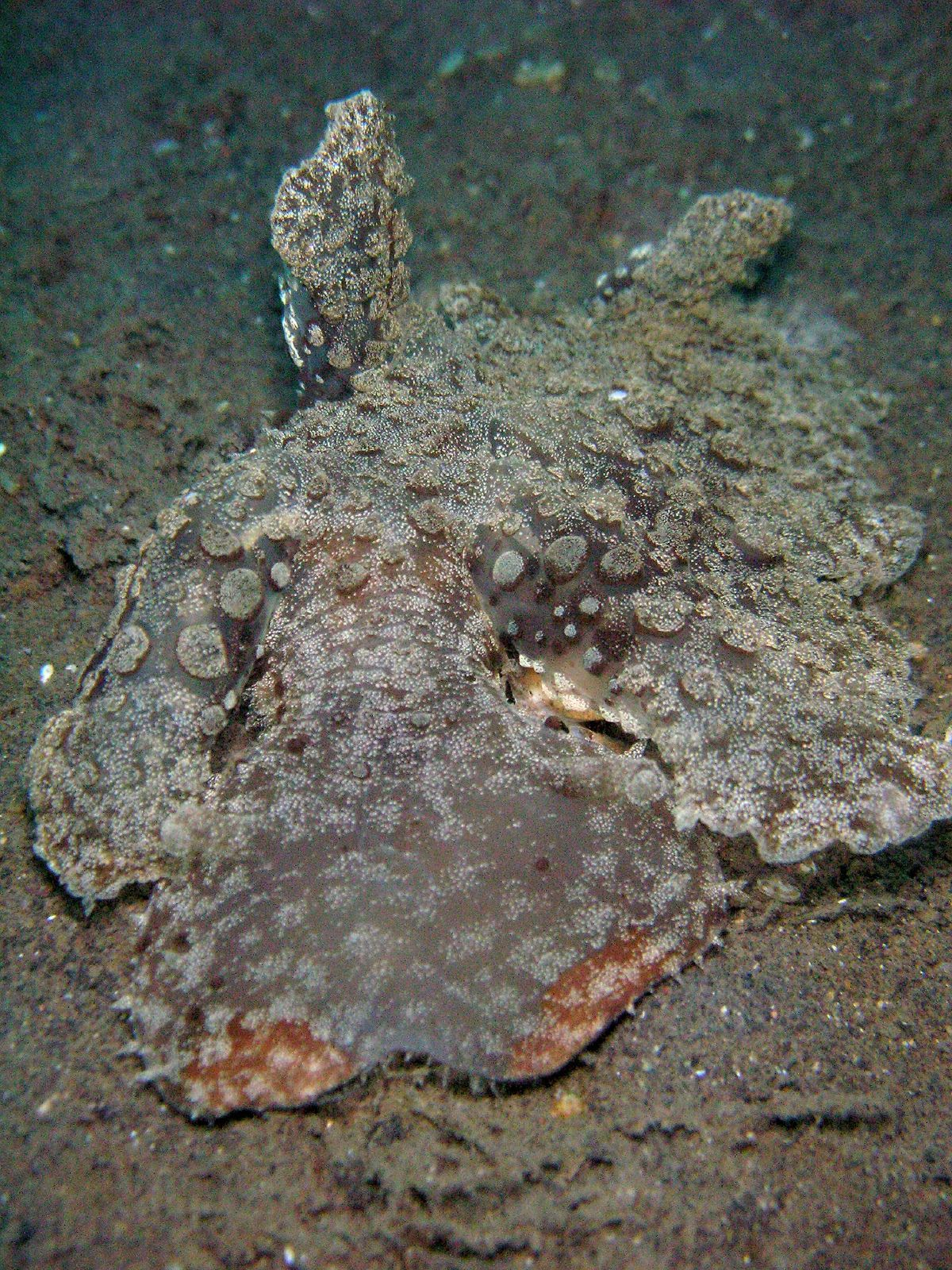
Melibe viridis
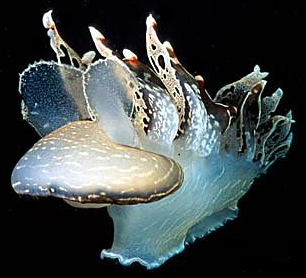
Tethys fimbria